# Alexander Benede
Alexander Benede (* 20. September 1988 in München) ist ein deutscher Fußballspieler, der seit der Saison 2021/22 beim TSV Landsberg in der Bayernliga Süd unter Vertrag steht.

## Sportliche Karriere
Benede kam 2005 aus der Jugend des TSV 1860 München zum FC Bayern München, wo er zunächst im Angriff agierte, ehe er zum Abwehrspieler umgeschult wurde; 2007 wurde er in die Reservemannschaft berufen. Sein Debüt für die zweite Mannschaft der Bayern gab er am 3. August 2007 (2. Spieltag) bei der 2:3-Niederlage im Auswärtsspiel der Regionalliga Süd gegen die zweite Mannschaft des TSV 1860 München mit Einwechslung für Matthias Schwarz in der 65. Minute.
Sein Debüt in der neugeschaffenen 3. Liga gab er am 16. August 2008 (3. Spieltag) beim 1:0-Sieg im Heimspiel gegen Dynamo Dresden mit Einwechslung für Mehmet Ekici in der 87. Minute. Es folgten elf weitere Einsätze bis zum 16. Mai 2009 (37. Spieltag), wobei er die letzten drei Ligaspiele jeweils 90 Minuten lang bestritt.
In der Saison 2010/11 spielte er 32 Mal für den Bayernligisten TSV Aindling und wechselte in der Folgesaison zum bayerischen Landesligisten BC Aichach. Mit einem Tor (am 17. März 2012 beim 1:1-Unentschieden im Heimspiel gegen den FC Pipinsried) in 28 Ligaspielen trug er zur Qualifikation und zum Aufstieg in die Bayernliga bei. In dieser bestritt er in zwei Spielzeiten 61 Punktspiele und erzielte sieben Tore.
Zur Saison 2014/15 wechselte er zum Ligakonkurrenten SV Pullach, für den er in seiner ersten Spielzeit 31 Punktspiele bestritt. 2021 verließ er den SV Pullach nach sechs Jahren, von dem er zwei auch als Spielertrainer verbrachte und wechselte zum TSV Landsberg.

## Kindheit und Jugend
Als Alexander Benede elf Jahre alt war, tötete sein Vater seine Ehefrau, die Mutter des Jungen. Nach der Tat übernahm der Polizeibeamte und gelernte Pädagoge vom Kommissariat für Prävention und Opferschutz in München Carlos Benede die Betreuung des Jungen. Später adoptierte Carlos Benede Alexander und nach einigen Jahren noch einen weiteren Jungen, dessen Vater ebenfalls die Mutter getötet hatte. Im Dezember 2017 wurde im ZDF der Film Der Polizist, der Mord und das Kind ausgestrahlt, der die Geschichte von Alexander und Carlos Benede erzählt.

## Erfolge
- Deutscher A-Junioren-Vizemeister 2006, 2007 (mit dem FC Bayern München)